# Курская улица (Казань)
Курская улица (тат. Курск урамы, Kursk uramı) — улица в Советском районе Казани, в историческом районе Клыковка.  

## География
Начинаясь от перекрёстка с Гвардейской улицей, пересекает улицы Салавата Юлаева, Шуртыгина, и заканчивается пересечением с проспектом Альберта Камалеева. Ранее пересекалась с улицами Марины Расковой и Аэропортовской. Ближайшие параллельные улицы ― Гастелло и Волочаевская.

## История
Возникла в первой половине 1950-х годов в северо-восточной части Клыковской стройки как 9-я Строящаяся улица и была застроена частными домами; на 1963 год на улице имелись домовладения №№ 8–12; 18/36–24, все по чётной стороне, и ни одного дома по нечётной стороне. Решением горсовета № 827 от 12 ноября 1952 года улице было присвоено современное название.
Улица была застроена многоквартирными домами началась в 1960-е – 1970-е годы; частная застройка осталась лишь в конце улицы и была окончательно снесена в конце 1990-х – начале 2000-х годов. Тогда же, в 2000-е годы, улица была продлена по территории старого аэропорта до Взлётной улицы; часть Курской улицы, примыкающая к Взлётной, была застроена домами комплекса «Казань-XXI век» (микрорайоны 7а и 7б).
С момента возникновения улицы административно относилась к Советскому (до 1957 года Молотовскому) району.

## Объекты
- № 3, 6 — жилые дома завода ЭВМ.[11]
  - № 3 — в этом доме располагались отделение городской хозрасчётной поликлиники и гостиница ПО «Терминал».[12][13]
- № 4 — жилой дом фабрики «Заря».[14]

## Транспорт
Общественный транспорт по улице не ходит. Ближайшие остановки общественного транспорта — «Аделя Кутуя» (автобус, троллейбус, трамвай) в районе пересечения улиц Аделя Кутуя и Гвардейской и «Конно-спортивный комплекс» (троллейбус) на проспекте Камалеева. 

## Известные жители
В доме № 4 проживал хоккейный тренер Исмаил Милушев.